# Tauletes de maledicció de Bath
Les tauletes de maledicció de Bath són un conjunt de 130 tauletes de maledicció d'època romana (defixiones en llatí) descobertes el 1979-1980 a la ciutat anglesa de Bath. Les tauletes invoquen la intercessió de la dea Sulis Minerva en la devolució de béns robats i per a maleir els lladres. Escrites en la major part en llatí britànnic, han servit per a testificar la llengua vernacla quotidiana de la població romanobritànica dels segles II al IV. També han estat reconegudes per la UNESCO en el seu Programa Memòria del Món.

## Descobriment i descripció

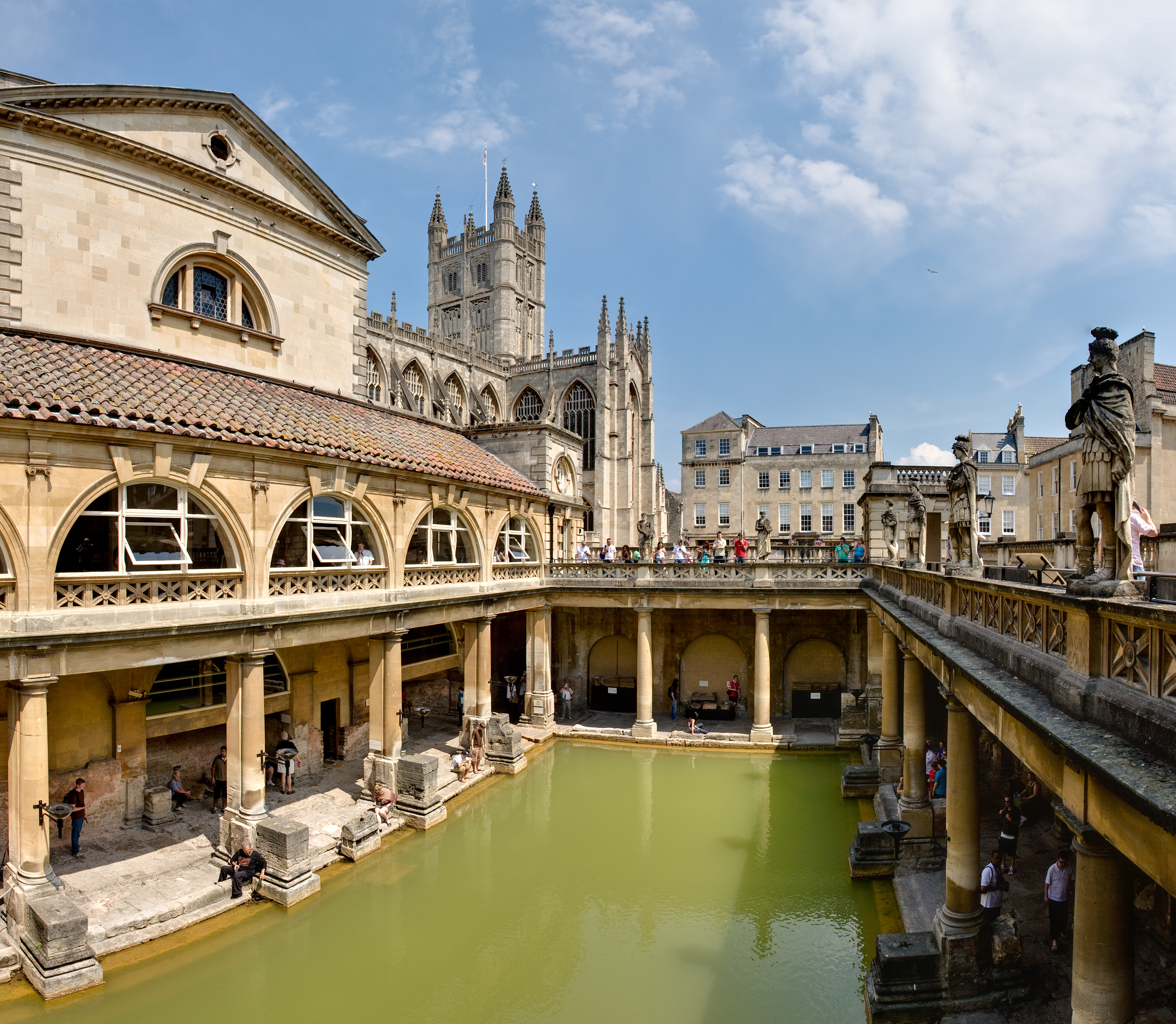
Termes romanes de Bath; tota l'estructura sobre el nivell de les bases dels pilars és post-romana

Els banys i el temple romans dedicats a la dea Sulis Minerva a la ciutat anglesa de Bath (fundada pels romans com <i>Aquae Sulis</i>) els va excavar entre el 1978 i el 1983 un equip dirigit per Barry Cunliffe i Peter Davenport. El 1979-1980 es van descobrir unes 130 tauletes en l'excavació de la Font Sagrada sota el Bany del Rei. La deu havia estat desviada temporalment per a facilitar l'excavació, i va revelar gran quantitat d'objectes d'època romana, incloent-hi les tauletes.
Les tauletes, algunes en estat fragmentari, eren menudes i rectangulars; al principi es pensava que eren de plom, però les anàlisis metal·lúrgiques posteriors mostraren que eren de plom i estany, amb traces ocasionals de coure. Algunes tauletes es van fondre amb pressió en làmines primes i flexibles amb un acabat tan llis com el paper, mentre que d'altres semblen fetes a martellades d'un bloc fos. La majoria en tenien inscripcions, amb majúscules romanes o amb lletra cursiva, i la perícia de les lletres variava. Algunes en tenien marques que semblaven una imitació analfabeta de les lletres, per exemple línies repetitives d'encreuaments o sets, i altres estaven completament en blanc.
Les inscripcions de les tauletes, les va publicar, al 1988, l'historiador Roger Tomlin. Ara es mostren en el Museu de les Termes Romanes de Bath.

## Inscripcions

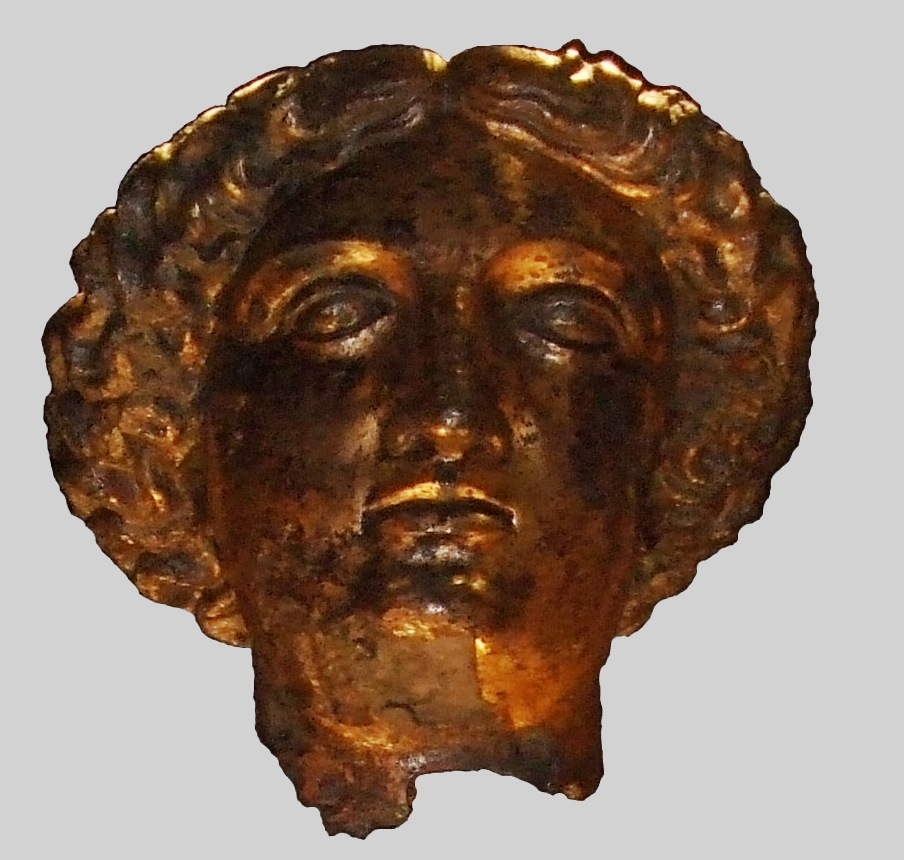
Cap de bronze de Sulis Minerva, a qui anaven dirigides les tauletes de maledicció, trobat al seu temple de Bath

Les tauletes es van identificar com a tauletes de maledicció, i són dels segles II al IV. Aquesta mena de tauletes són petites làmines de metall inscrites amb malediccions contra algunes persones i s'empraven en la màgia popular del món romà.

### Idioma
La majoria d'inscripcions estan en llatí col·loquial, i en concret en el llatí vulgar de la població romanobritànica, conegut com a llatí britànic. Dues n'estan en una llengua que no és pas llatina, tot i que usen lletres romanes, i deu ser un idioma cèltic. Si fos així, serien els únics exemples escrits d'una antiga llengua cèltica britànica; encara, però, no n'hi ha pas consens acadèmic sobre el desxiframent.

### Contingut
Totes menys una de les 130 tauletes es refereixen a la restitució de béns robats i són un tipus de tauleta de maledicció coneguda com a oracions per la justícia. Els robatoris que es denuncien solen ser de possessions personals, com ara joies, pedres precioses, diners, articles domèstics i sobretot roba. El robatori en els banys públics semblava ser un problema comú, ja que es tractava d'un estereotip literari romà famós, i n'hi havia lleis severes per a castigar-lo. La majoria dels dipositants de les tauletes (víctimes dels robatoris) semblen pertànyer a les classes socials més pobres.
En general, les inscripcions segueixen la mateixa fórmula, i això suggereix que era presa d'un manual: es declara que l'objecte robat ha estat transferit a una deïtat, de manera que la pèrdua es converteix en la pèrdua de la deïtat; s'anomena el sospitós i, en 21 casos, també la víctima, que demana a la deïtat que pense en els càstig al lladre (inclosa la mort) per a induir-li que retorne els objectes furtats. La deïtat a qui s'invocava era Sulis, i les tauletes, les desaven les víctimes a la seua font sagrada.

### Exemples
Un exemple típic en diu:

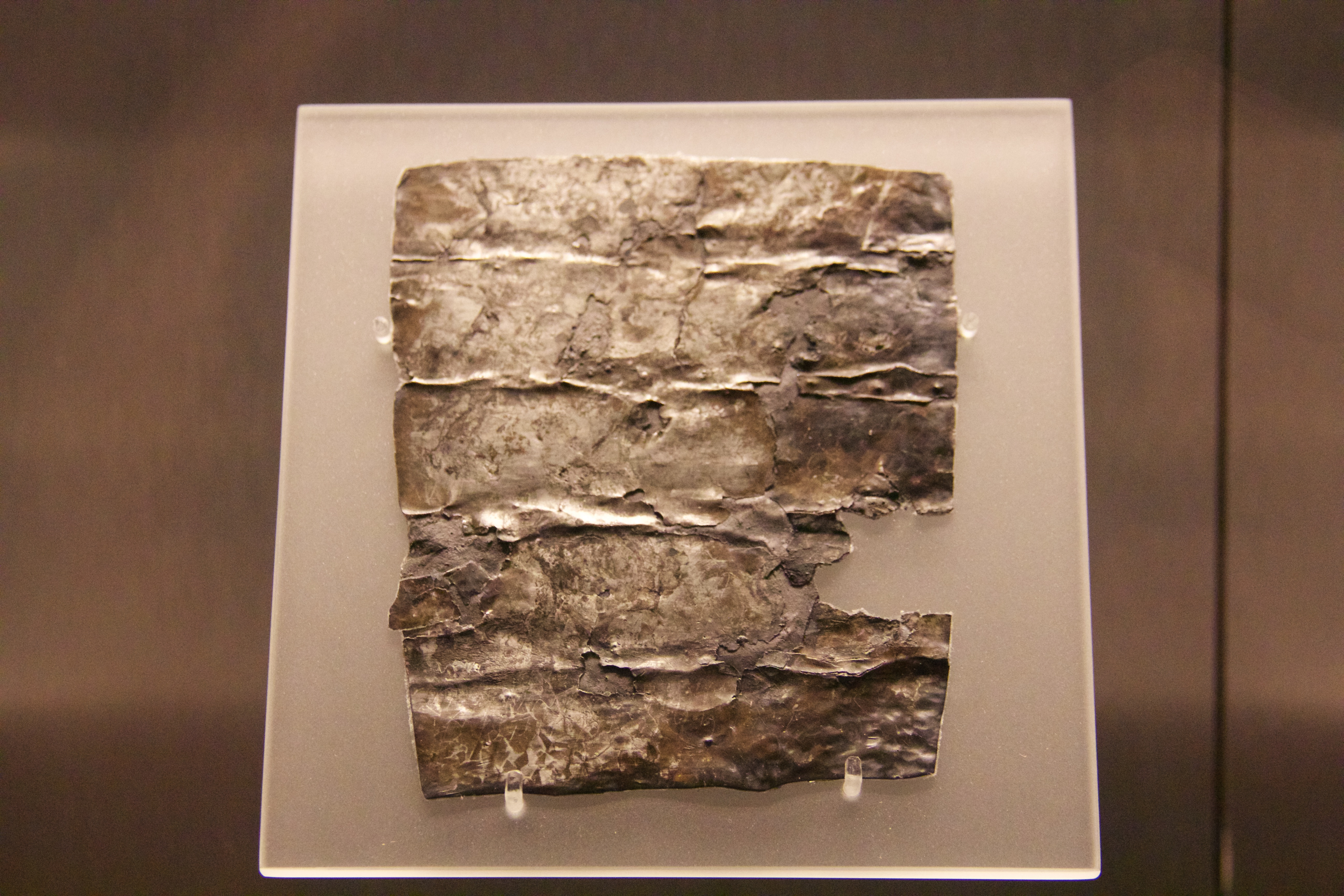
Tauleta de maledicció amb denúncia per furt d'una capa i una túnica de bany

| « | Solinus a la dea Sulis Minerva. Done a la seua deïtat i majestat [la meua] túnica i capa de bany. No permetes el son o la salut a qui m'ha fet mal, sia home o dona, esclau o lliure, a no ser que es revele i porte aquests béns al teu temple. | » |

La fórmula «siga home o dona, esclau o lliure» és típica, i l'exemple següent és poc comú en dos aspectes. Primer, afig els mots «siga pagà o cristià», i segon, el text fou escrit en lletres invertides:
| « | Siga pagà o cristià, home o dona, xiquet o xiqueta, esclau o lliure, qui m'haja furtat a mi, Annianus [fill de] Matutina (?), sis monedes d'argent de la meua bossa, tu, Senyora Dea, demana-li [les monedes]. Si amb un engany m'ha donat... i no li ho dones a ell, sinó considera-ho com (?) la sang de qui m'ha invocat. | » |

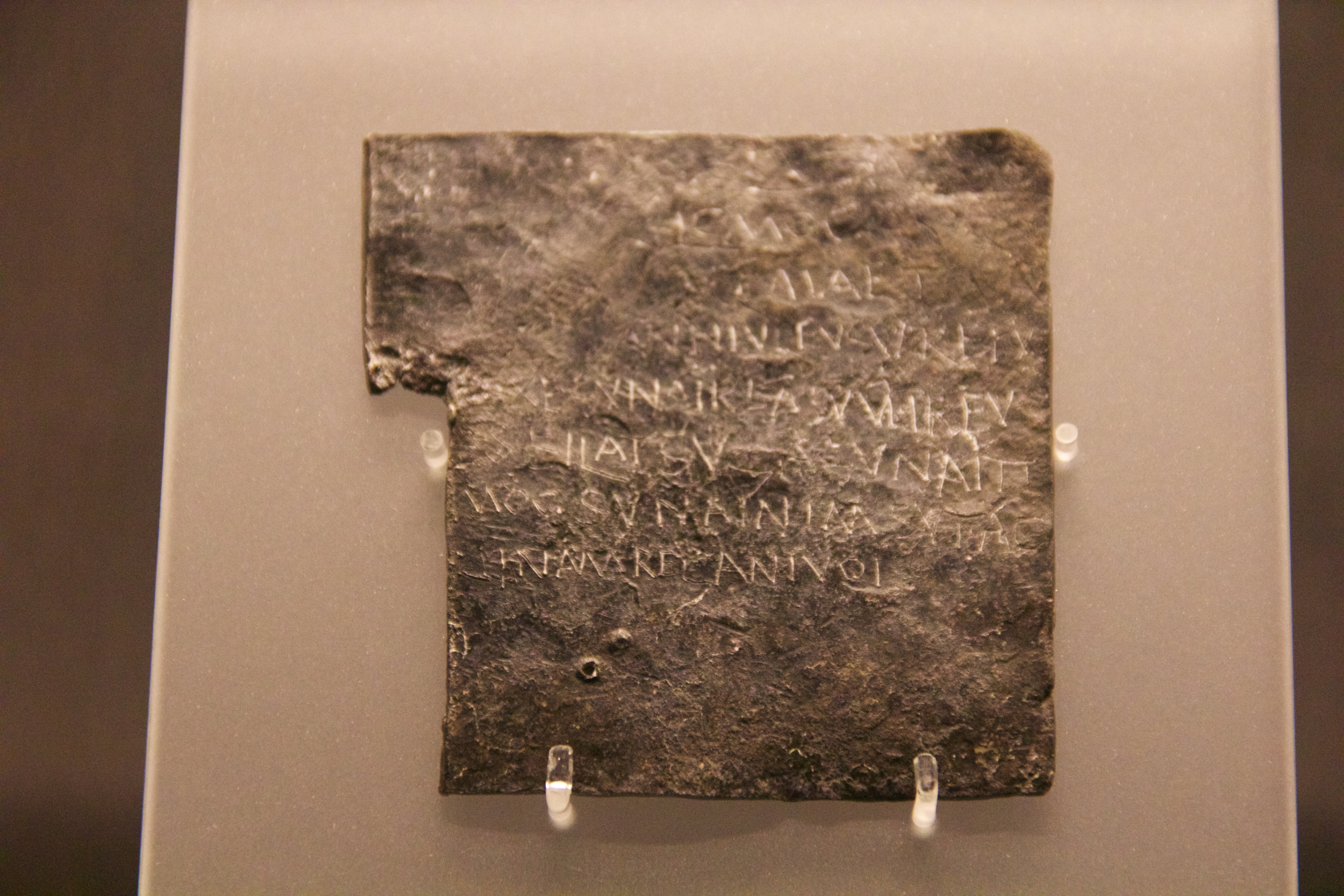
Tauleta de maledicció amb la denúncia del furt de Vilbia

Molts anomenen els sospitosos del furt:
| « | He donat a la dea Sulis les sis monedes d'argent que he perdut. La dea ha d'exigir-les als noms escrits ací abaix: Senicianus, Saturninus i Anniola. | » |

Algunes inscripcions especifiquen les penes sol·licitades i revelen la intensitat de la ràbia de la víctima:
| « | Docimedis ha perdut dos guants i demana que el lladre responsable perda el cap i els ulls en el temple de la dea. | » |

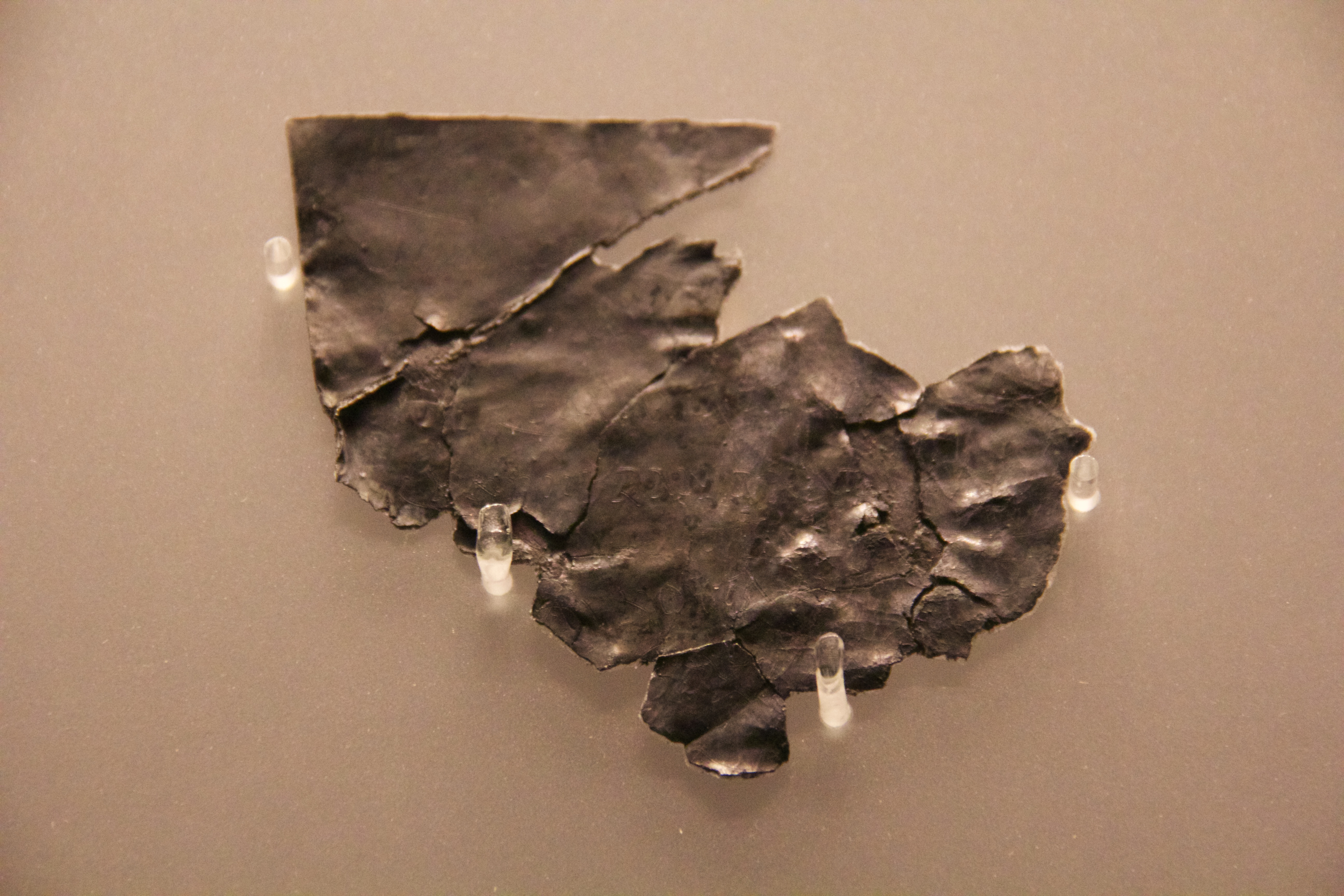
Tauleta de maledicció amb possible text escrit en celta britànic

Una de les suposades inscripcions celtes britàniques s'ha traduït així:
| « | Els adjunts - Deuina, Deieda, Andagin, (i) Uindiorix - he nugat | » |

Una traducció alternativa n'és:
| « | Que jo, Windiorix per/en la derrota de Cuamena (alt. convocada a la justícia) dona sense valor, oh, divina Deieda. | » |

## Importància

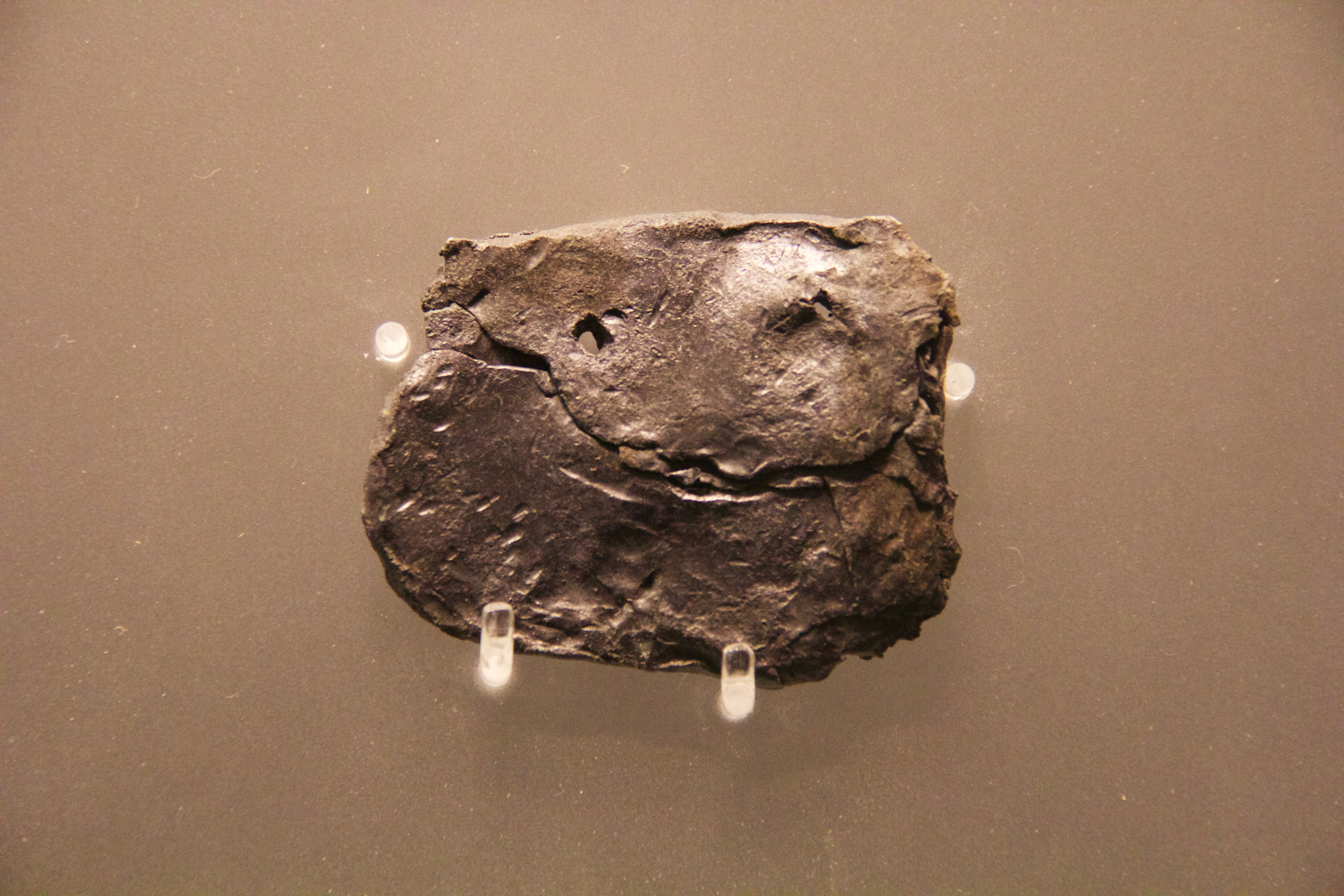
Tauleta de maledicció doblegada

Les tauletes de maledicció de Bath són el document més important de la religió romanobritànica publicat fins al moment. Les tauletes són molt útils per a evidenciar el llatí vulgar de la parla quotidiana i, des que es publicaren el 1988, les inscripcions de Bath s'han fet servir com a prova de la naturalesa del llatí britànic. A més a més, el contingut de les inscripcions s'ha usat com a prova de l'actitud popular cap al delicte i el sistema de justícia.
El 2014, les tauletes de maledicció de Bath foren reconegudes per la UNESCO en el seu Programa de Memòria del Món.